# Чорний Сергій Васильович
Сергій Васильович Чорний (нар. 2 червня 1970) — український футболіст, захисник.

## Життєпис
Розпочав футбольну кар'єру в 1993 році в команді «Металург» (Нікополь). У 1994 році перейшов у дніпропетровський «Дніпро», де 6 березня 1994 року в поєдинку з запорізьким «Металургом» дебютував у вищій лізі чемпіонату України. У бронзовому сезоні 1994/95 у складі «Днепра» зіграв два матчі, в обох з'яких виходив на поле з лави для запасних. У 1995—1996 роках виступав в оренді в «Металлурзі» (Новомосковськ) та СК «Миколаїв».
У 1997 році повернувся в «Металург» (Нікополь), в якому зіграв загалом 196 матчів чемпіонату України, ще 15 матчів у розіграшах кубку України.
Завершив кар'єру професіонального гравця в 2003 році в житомирському «Поліссі». Потім виступав за аматорську команду «Дніпровський» з Нікополя.

## Досягнення
- Вища ліга чемпіонату України
  -  Бронзовий призер (1): 1994/95